# 39号弗吉尼亚州州道

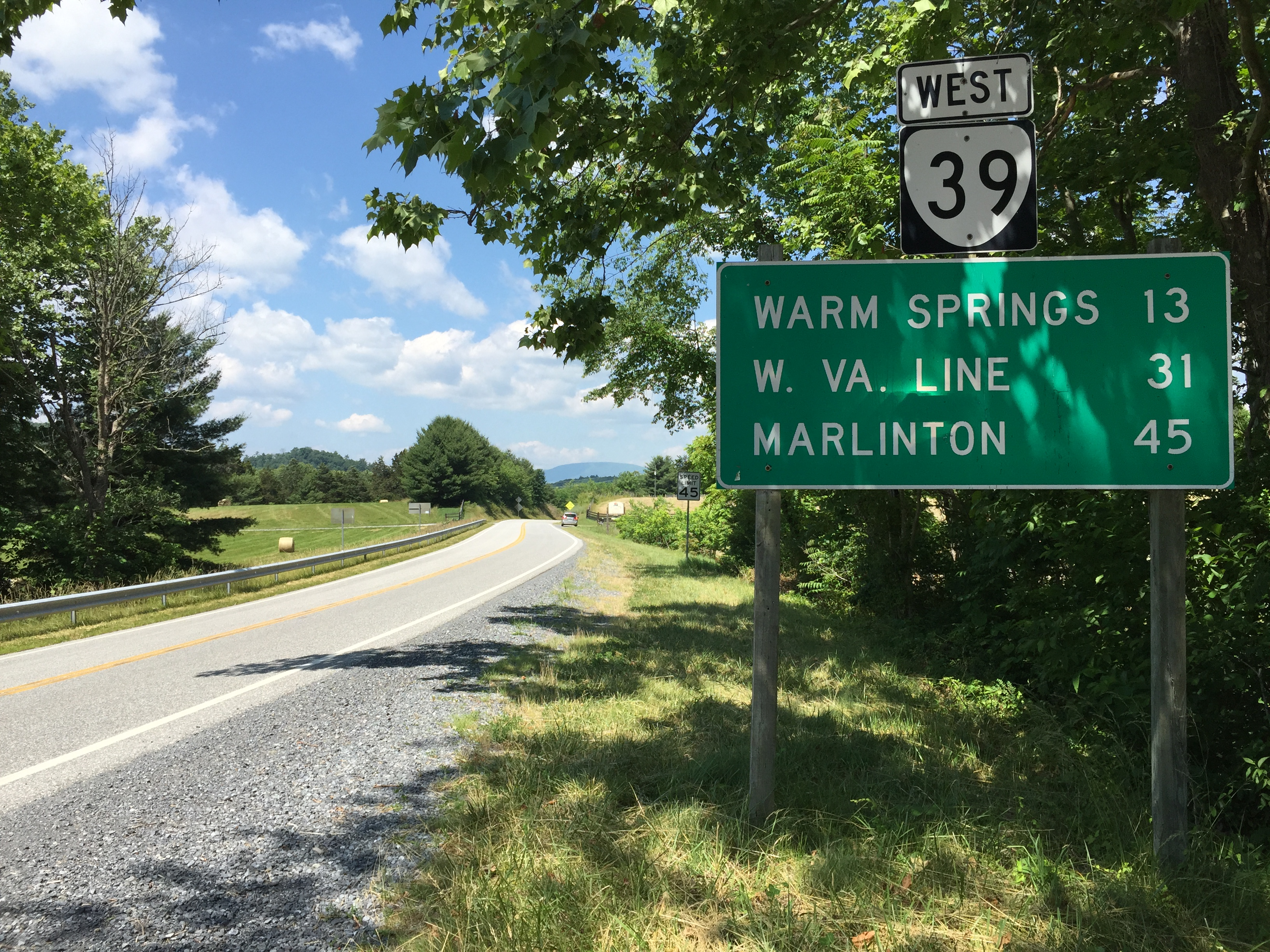

維吉尼亞州39號公路（英語：Virginia State Highway 39）是為美國維吉尼亞州的重要公路之一，連接列星頓附近的西維吉尼亞州39號公路和美國國道11。建於1940年。